# 航空舰队
航空舰队是海軍或者空軍的編制单位之一。在日本帝國海軍或者機動部队中是指基地航空队。